# Stockerau
Stockerau est une commune autrichienne du district de Korneuburg en Basse-Autriche.

## Géographie
Stockerau est la plus grande ville du Weinviertel à 25 kilomètres au nord-ouest de Vienne à la limite nord du bassin de Tulln, à quelques kilomètres du Danube.

## Histoire
En 791, les premières personnes sont à l'emplacement de l'actuelle Stockerau réglé avec les bûcherons travaillant dans l'Union africaine. En 1012 Stockerau a sa première mention en contexte avec le Saint Koloman mentionné « Stoccaerouwe ». Colman de Stockerau était un moine itinérant irlandais tué par le stock Rauern, parce qu'ils ne comprenaient pas son langage et le tint pour un espion. Comme l'arbre pourri, où il a été pendu, à germer à nouveau et a commencé, mais au plus tard, comme sa tombe à une inondation miraculeusement épargnée, convainc que vous deviez le faire avec quelqu'un qui manifestement se tenait dans la grâce de Dieu. La Bush père, le Koloman était prétendument accroché, se développe aujourd'hui sur la paroi arrière du couvent des sœurs missionnaires de St. Koloman, le soi-disant « Klösterls ».
En 1014 fut fondée la paroisse de Stockerau. Le 5 avril 1465, la ville reçoit l'empereur Frédéric III. En 1514, la ville du marché de Maximilien Ier du Saint-Empire à mentionnées des armoiries et sceau comme un signe de la faveur impériale spéciale. Le blason montre un jeune arbre qui poussent sur une souche d'arbre pourri, un rappel au Colman de Stockerau, ainsi que le "Stocker" comme le fondateur de Stockerau sur un fond rouge et blanc.
Ont été construites entre 1722 et 1726 le clocher de 88 m de haut (plus haut clocher en Basse-Autriche).En 1738 et 1740 l'église était un hôtel de ville. Le poète Nikolaus Lenau vit de 1818 à 1822 à Stockerau. Une importante compagnie s'était installer dans la ville et elle se nomme Jos. Stefsky. Le 29 août 1893 Stockerau est élevée par François-Joseph Ier d'Autriche.En 1962 le lancement de la liaison ferroviaire à grande vitesse Vienne - Stockerau a été lancé. En 1964, le Stockerauer Festival a commencé par Jean Anouilhs « Jeanne ou l'Alouette ». En 1966 fut l'ouverture du Centre. Stockerauer UA réservé naturelle en 1994. En 2006, Stockerau rejoint le développement régional de l'association 10 vor Wien.

## Maire de la ville
- 1893–1908 Julius Schaumann
- 1908–1912 Josef Weineck
- 1912–1914 Wenzel Kreuz
- 1919–1927 Eduard Rösch
- 1927–1933 Josef Wolfik
- 1933–1938 Johann Schidla
- 1938-1945 Heinrich Mayrl
- 1945–1970 Josef Wondrak
- 1970–1979 Franz Blabolil
- 1979–2006 Leopold Richentzky
- 2006- Helmut Laab

## Jumelages
La ville de Stockerau est jumelée avec :
- Andernach (Allemagne) depuis 1983
- Baranavitchy (Biélorussie) depuis 1989
- Mosonmagyarovar (Hongrie) depuis 1996